# Ancienne gare de Saïda
Ne doit pas être confondu avec Gare de Saïda.
L'ancienne gare de Saïda, est une ancienne gare ferroviaire algérienne située dans la commune de Saïda, dans la wilaya de Saïda.

## Situation ferroviaire
Établie à une altitude de 807,650 m, la gare est située au point kilométrique (PK) 208,800 de la ligne d'Oran à Kenadsa, où elle est précédée de l'ancienne gare de Rebahia et suivie de l'ancienne gare de Aïn El Hadjar.

## Histoire

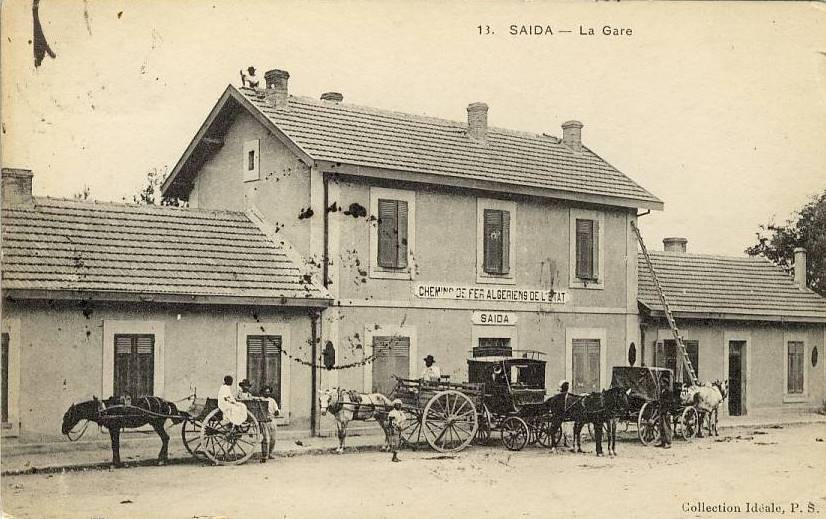
Le bâtiment voyageurs de l'ancienne gare de Saïda au début du XXe siècle.

La gare est mise en service le 28 septembre 1879 lors de l'ouverture de l'ancienne ligne à voie étroite de 1 055 mm d'Arzew à Saïda où elle était précédée de la gare de Nazereg-Flinois (gare de Rebahia)  et suivie de la gare de Aïn-el-Hadjar,,.
La gare est fermée en 2010 à la suite de la fermeture de la ligne Mohammadia – Saïda – Béchar, remplacée par la ligne de Oued Tlelat à Béchar.
En 2017, une nouvelle gare de Saïda est mise en service lors de l'ouverture de la ligne de Moulay Slissen à Saïda. Cette nouvelle gare se situe à l'ouest de la ville, alors que l'ancienne se situait dans le centre-ville.